# Пам'ятки культурної спадщини Великодедеркальської громади
У статті наведений перелік об'єктів культурної спадщини Великодедеркальської громади Кременецького району Тернопільської области України.

## Пам'ятки археології
| № | Назва                       | Дата | Адреса | Охоронний номер | Документ про взяття на облік                                                       |
| - | --------------------------- | --- | --- | --------------- | ---------------------------------------------------------------------------------- |
| 1 | Поселення Великі Загайці І  | черняхівська культура (ІІІ- IV ст. н. е.); давньоруський час (Х-ХІІІ ст.) | с. Великі Загайці, південно-східна частина села, південний берег ставу Миргів, біля греблі                                                         | 1224            | Наказ управління культури обласної державної адміністрації від 27.01.2010 № 16     |
| 2 | Поселення Великі Загайці ІІ | черняхівська культура (ІІІ- IV ст. н. е.) | с. Великі Загайці, 0,8-1,0 км на схід від ВЗ-І, на південних схилах лівого берега ставу Червоний, 50-100 м від греблі                              | 1225            | Наказ управління культури обласної державної адміністрації від 27.01.2010 № 16     |
| 3 | Стоянка Малі Загайці І      | пізній палеоліт (40-10 тис. років тому) | с. Малі Загайці, на високому схилі правого берега р. Вілія                                                                                         | 2953            | Наказ управління культури обласної державної адміністрації від 18.10.2005 № 112    |
| 4 | Поселення Матвіївці І       | комарівська культура (XV-XIV ст. до н.е.); черняхівська культура (III-IV ст. н.е.); давньоруський час (ХІІ-ХІІІ ст.н.е.);                                                                                        | с. Матвіївці, приблизно 800 м/1 км на південний-схід від східних околиць села, на лівому березі р. Горинь, на першій надзапалавній терасі          | 2046            | Наказ управління культури обласної державної адміністрації від 09.09.2016 № 121-од |
| 5 | Поселення Матвіївці ІІ      | комарівська культура (XV-XIV ст. до н.е.); ранньозалізний вік (І тис. до н.е.); черняхівська культура (III-IV ст. н.е.); пізня фаза райковецької культури (кін. ІХ-Х ст.); давньоруський час (ХІІ-ХІІІ ст.н.е.); | с. Матвіївці, південно-східні околиці села, південніше господарського двору на лівому березі р. Гориньки, правий берег ставу на площадці під лісом | 2047            | Наказ управління культури обласної державної адміністрації від 09.09.2016 № 121-од |
| 6 | Курган Тури І               | епоха бронзи – ранньозалізний час (І тис. до н.е.) | с. Тури, північні околиці села, на захід від кладовища. Геодезична точка 314 м.                                                                    | 1902            | Наказ управління культури обласної державної адміністрації від 29.10.2012 № 149    |

## Пам'ятки архітектури
| №   | Назва                                    | Дата          | Адреса              | Охоронний номер | Документ про взяття на облік                                         |
| --- | ---------------------------------------- | ------------- | ------------------- | --------------- | -------------------------------------------------------------------- |
| 1.  | Церква (мур.)                            | XVII ст.      | с. Великі Дедеркали | 1935/1          | розпорядження Представника Президента України від 22.02.1993 р. № 58 |
| 2.  | Монастир (мур.)                          | XVII ст.      | с. Великі Дедеркали | 1935/2          | розпорядження Представника Президента України від 22.02.1993 р. № 58 |
| 3.  | Церква Вознесіння (дер.)                 | ХІХ ст.       | с. Великі Дедеркали | 1972            | розпорядження Представника Президента України від 22.02.1993 р. № 58 |
| 4.  | Церква Воздвиження Чесного Хреста (дер.) | 1705 р.       | с. Великі Загайці   | 1946            | розпорядження Представника Президента України від 22.02.1993 р. № 58 |
| 5.  | Церква (мур.)                            | 1906 р.       | с. Великі Садки     | 1960            | розпорядження Представника Президента України від 22.02.1993 р. № 58 |
| 6.  | Церква св. Миколая (дер.)                | 1908 р.       | с. Гринківці        | 1965            | розпорядження Представника Президента України від 22.02.1993 р. № 58 |
| 7.  | Церква Казанська (дер.)                  | 1935-1937 рр. | с. Малі Дедеркали   | 1939            | розпорядження Представника Президента України від 22.02.1993 р. № 58 |
| 8.  | Церква св. Покрови (мур.)                | 1927 р.       | с. Матвіївці        | 1938            | розпорядження Представника Президента України від 22.02.1993 р. № 58 |
| 9.  | Церква (дер.)                            | ХІХ ст.       | с. Темногайці       | 1966            | розпорядження Представника Президента України від 22.02.1993 р. № 58 |
| 10. | Церква св. Дмитрія (дер.)                | 1864 р.       | с. Шкроботівка      | 1948            | розпорядження Представника Президента України від 22.02.1993 р. № 58 |
| 11. | Церква (дер.)                            | 1703 р.       | с. Вовківці         | 1973            | розпорядження Представника Президента України від 22.02.1993 р. № 58 |

## Пам'ятки історії
| №  | Назва                                                                     | Дата    | Адреса                  | Охоронний номер | Документ про взяття на облік                                                                      |
| -- | ------------------------------------------------------------------------- | ------- | ----------------------- | --------------- | ------------------------------------------------------------------------------------------------- |
| 1  | Братська могила воїнів Радянської армії                                   | 1953 р. | с. Великі Дедеркали     | 655             | Рішення виконкому Тернопільської обласної ради від 22.03.1971 р. № 147                            |
| 2  | Пам’ятний знак воїнам-землякам, які загинули в роки Другої світової війни | 1968 р. | с. Великі Загайці       | 656             | Рішення виконкому Тернопільської обласної ради від 22.03.1971 р. № 147                            |
| 3  | Пам’ятник Герою Радянського Союзу Шостацькому Г.                          | 1980 р. | с. Великі Загайці       | 908             | Рішення виконкому Тернопільської обласної ради від 25.01.1982 р. № 34                             |
| 4  | Пам’ятний знак воїнам-землякам, які загинули в роки Другої світової війни | 1970 р. | с. Вовківці             | 914             | Рішення виконкому Тернопільської обласної ради від 22.03.1971 р. № 147                            |
| 5  | Пам’ятний знак воїнам-землякам, які загинули в роки Другої світової війни | 1967 р. | с. Малі Дедеркали       | 659             | Рішення виконкому Тернопільської обласної ради від 22.03.1971 р. № 147                            |
| 6  | Пам’ятний знак воїнам-землякам, які загинули в роки Другої світової війни | 1966 р. | с. Матвіївці            | 1048            | Рішення виконкому Тернопільської обласної ради від 22.03.1971 р. № 147                            |
| 7  | Пам’ятний знак воїнам-землякам, які загинули в роки Другої світової війни | 1970 р. | с. Мізюринці            | 912             | Рішення виконкому Тернопільської обласної ради від 22.03.1971 р. № 147                            |
| 8  | Могили (2) жертв репресій                                                 |         | с. Мізюринці, кладовище | 1907            | Наказ управління культури Тернопільської обласної державної адміністрації від 18.10.2005 р. № 112 |
| 9  | Пам’ятний знак воїнам-землякам, які загинули в роки Другої світової війни | 1971 р. | с. Радошівка            | 709             | Рішення виконкому Тернопільської обласної ради від 22.03.1971 р. № 147                            |
| 10 | Братська могила воїнів Української Повстанської Армії (19 чол.)           |         | с. Садки                | 1908            | Наказ управління культури Тернопільської обласної державної адміністрації від 18.10.2005 р. № 112 |
| 11 | Пам’ятний знак воїнам-землякам, які загинули в роки Другої світової війни | 1968 р. | с. Садки                | 663             | Рішення виконкому Тернопільської обласної ради від 22.03.1971 р. № 147                            |
| 12 | Пам’ятний знак воїнам-землякам, які загинули в роки Другої світової війни | 1967 р. | с. Темногайці           | 713             | Рішення виконкому Тернопільської обласної ради від 22.03.1971 р. № 147                            |
| 13 | Братська могила воїнів Української Повстанської Армії (4 чол.)            |         | с. Шкроботівка          | 1910            | Наказ управління культури Тернопільської обласної державної адміністрації від 18.10.2005 р. № 112 |
| 14 | Пам’ятний знак воїнам-землякам, які загинули в роки Другої світової війни | 1968 р. | с. Шкроботівка          | 670             | Рішення виконкому Тернопільської обласної ради від 22.03.1971 р. № 147                            |

## Пам'ятки монументального мистецтва
| №  | Назва                                                               | Дата    | Адреса       | Охоронний номер | Документ про взяття на облік                                                                 |
| -- | ------------------------------------------------------------------- | ------- | ------------ | --------------- | -------------------------------------------------------------------------------------------- |
| 1. | Пам’ятник поету, письменнику, художнику Шевченку Тарасу Григоровичу | 1992 р. | с. Мізюринці | 2987            | Розпорядження Голови Тернопільської обласної державної адміністрації від 26.05.1997 р. № 209 |